# Шапка-невидимка
Шапка-невидимка — в мифах и сказках многих народов мира головной убор, который обладает свойством делать невидимым того, кто её надевает.

## Характеристика
Шляпа-невидимка — один из мотивов шеститомного каталога фольклорных мотивов Motif-Index of Folk-Literature, созданного в 1950-х годах американским фольклористом Ститом Томпсоном. Относится к категории магических объектов D800-D1699 и включает тему D1361.14: волшебная шляпа делает невидимой; тема D1361.15: волшебная шапка становится невидимой; мотив D1067.2: волшебная шапка, К1349.10, проход в женскую комнату с помощью шапки-невидимки.
Мотив шапки-невидимки появился, среди прочего, в Древней Греции, в Индии , Китае и Японии (шапка-невидимка, принадлежащая семи божествам процветания Сити-фукудзин ). Он присутствовал в нордической мифологии, в легендах североамериканских индейцев племен Омаха и Зуни, в фольклоре Португалии и Бретани, а также в польских народных сказках.
"Понятие невидимости возникло из представлений о смерти. Благодарный мертвец был невидим, ка к всякий мертвец, но жи  вому человеку понадобились талисманы невидимости. Все они имели отношение к миру мертвых". Помимо шапки невидимость обычно дает кольцо, причем это традиционно перстень мертвеца.

## Россия
В русских народных сказках шапка-невидимка хранится, как правило, в запертом волшебном ларце.
В русском фольклоре шапку-невидимку можно заполучить у Банника, придя в баню после полуночи.
- поэма В. И. Майкова «Елисей, или Раздраженный Вакх»[3]
- А. С. Пушкин. «Руслан и Людмила»[3]
- Кир Булычев. «Девочка с Земли»
- Шапка-невидимка (мультфильм)

## Предметы в иных культурах

### Древнегреческий шлем
Шлем Гадеса, надев который, человек становится невидимым представлен в мифе о Персее. Изначально он хранился у старух грай, которые были вынуждены отдать его сыну Зевса в обмен на украденные у них единственные на троих зуб и глаз. С помощью этого шлема Персей после убийства горгоны Медузы смог скрыться от преследования. По возвращении домой Персей передал шлем Гермесу, а тот вернул его старухам грайям.
Ср. также кольцо Гига.

### Скандинавский шлем
Huliðsjálmr (скрывающий шлем) скандинавских гномов.
Аналог шапки-невидимки фигурирует в эпическом цикле «Кольцо нибелунга», написанном немецким композитором Рихардом Вагнером по мотивам германской мифологии и средневековых поэм. Шлем-невидимка Тарнхельм был выкован Миме по приказу его брата Альбериха (который с помощью кольца поработил других нибелунгов) и наделял владельца как способностью становиться невидимым, так и менять свою внешность. Сам Альберих использовал шлем, чтобы следить за работающими на него гномами, однако, захотев продемонстрировать своё могущество Вотану и Логе, оказался ими обманут. Шлем вместе с сокровищами нибелунгов был отдан небожителями в качестве платы за Вальгаллу великанам. Впоследствии он был использован Фафнером, который превратился в дракона, и Зигфридом, который принял облик Гунтера.

### Английская мантия
В британском цикле о Короле Артуре маг Мерлин после смерти становится хранителем 13 сокровищ, среди которых — мантия-невидимка.
Та же мантия фигурирует в цикле книг о Гарри Поттере.